# Vorsten
Vorsten is een Nederlandstalig tijdschrift over vorsten en vorstelijke families. Het gaat hierbij vooral om "regerende" monarchen: Europese koninklijke families, de Japanse keizerlijke familie, de groothertogelijke familie van Luxemburg. Daarnaast wordt ook wel aandacht besteed aan hen die aanspraak kunnen maken op de titel koning (of keizer, groothertog, aartshertog, Fürst etc.) die worden beschouwd als troonpretendent. Het blad dat in Nederland wordt uitgegeven geeft bijzondere aandacht aan het Koningshuis van het Koninkrijk der Nederlanden en aan de familie Oranje-Nassau, waartoe deze koninklijke familie behoort. Het blad wordt vierwekelijks gepubliceerd door de uitgeverij Roularta, de hoofdredacteur is Alida Dijk.

## Geschiedenis
Het tijdschrift is een rechtstreekse voortzetting van eerder verschenen bladen: Koninklijk journaal resp. Vorsten vandaag resp. Vorsten Royale, dat in 2013 de naam terug veranderde in Vorsten. De grote tijdschriften-uitgever Sanoma besloot in 2014 een aantal bladen af te stoten. Een aantal daarvan, waaronder Vorsten, werd in augustus 2014 verkocht aan Rob Koghee en Cor Jan Willig, die hiertoe het bedrijf New Skool Media hadden opgericht. Later verkochten zij dit aan het Belgische mediahuis Roularta.

## Medewerkers
Vaste medewerkers van het tijdschrift zijn onder anderen Paul Rem (Paleis Het Loo), etiquettedeskundige Reinildis van Ditzhuyzen, de Belgische koningshuisjournalist Wim Dehandschutter (VTM en Het Laatste Nieuws), Rick Evers, juwelenhistoricus Martijn Akkerman en modejournalist Josine Droogendijk.